# Капітуляція Японії
35°21′17″ пн. ш. 139°45′36″ сх. д. / 35.354722222222° пн. ш. 139.76° сх. д.

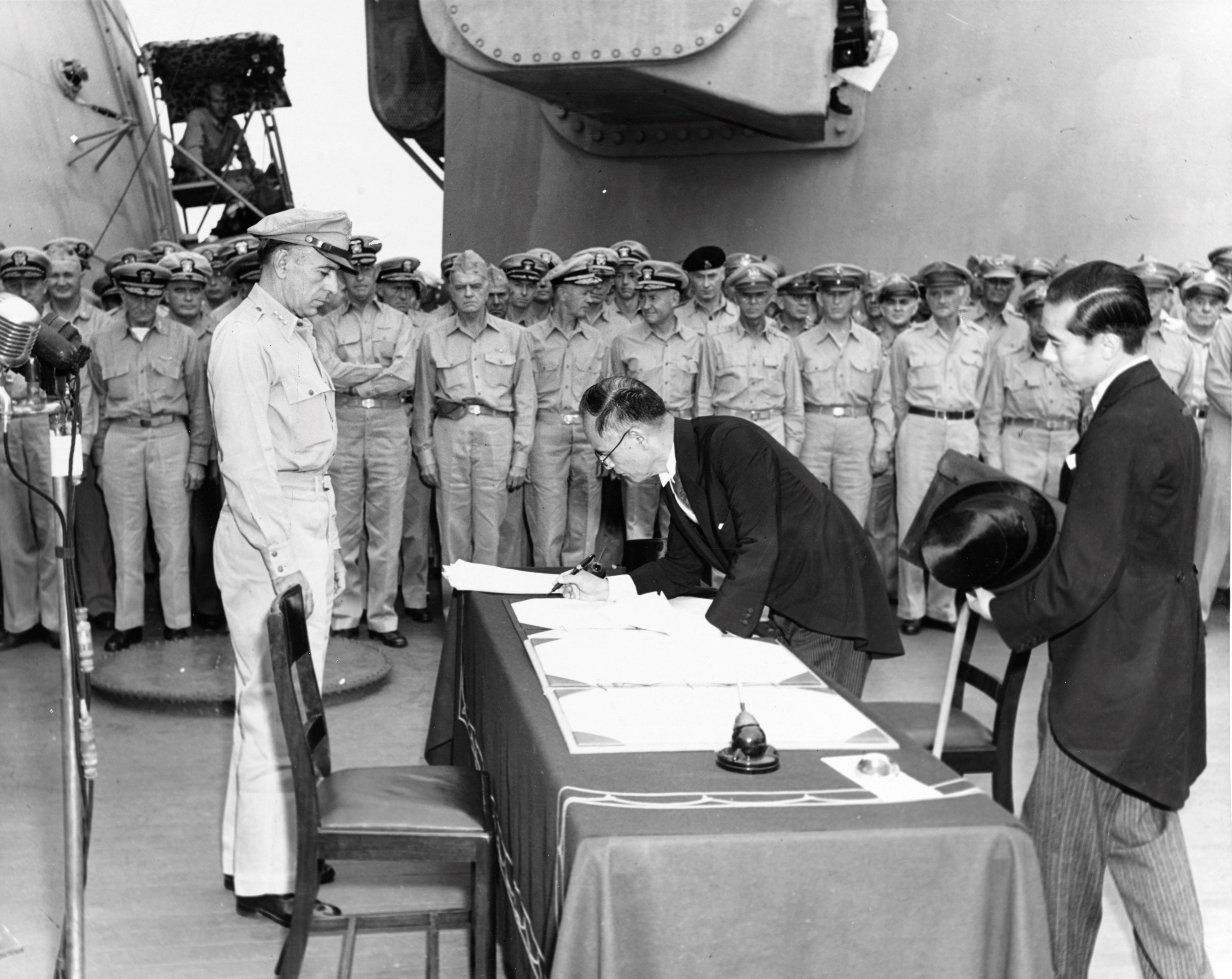
Міністр закордонних справ Японії Мамору Сігеміцу підписує Акт про капітуляцію Японії на борту лінкора ВМС США «Міссурі», 2 вересня, 1945

Капітуляцією Японії було припинено воєнні дії у Другій світовій війні. До кінця липня 1945 Імператорський японський флот втратив свою боєздатність, виникла загроза вторгнення союзників на територію Японії. У той час як публічними заявами оголошувався намір воювати до кінця, члени Вищої воєнної ради Японії («Великої шістки») таємно пропонували нейтральному Радянському Союзу тимчасову мирну угоду на вигідних для себе умовах. Тим часом Радянський Союз готувався до нападу на Японію задля виконання умов Тегеранської та Ялтинської конференцій.
6 серпня американці скинули ядерну бомбу на Хіросіму. Пізно ввечері 8 серпня, згідно з Ялтинськими угодами та порушуючи Японсько-радянський пакт про нейтралітет, Радянський Союз оголосив війну Японії і невдовзі після опівночі 9 серпня напав на Маньчжурську державу. Спільний шок від цих подій, як наслідок, змусив імператора Хірохіто втрутитися та зобов'язати Велику Шістку узгодити терміни припинення війни, ухвалені Союзниками у Потсдамській декларації. Після кількох днів закулісних перемовин та невдалої спроби державного заколоту, Хірохіто 15 серпня по радіо звернувся до нації та оголосив про капітуляцію Японії.
28 серпня розпочалася окупація Японії союзниками. Церемонія підписання Акта про капітуляцію відбулася 2 вересня на борту лінкора ВМС США «Міссурі», де офіційні представники уряду Японії підписали Акт про капітуляцію Японії, завершуючи Другу світову війну. Військовослужбовці союзників відсвяткували перемогу над Японією, хоча деякі підрозділи віддалених та розпорошених Азією та островами Тихого океану японських військ протягом тривалого часу аж до сімдесятих років відмовлялися скласти зброю. Після того, як Японія капітулювала, між істориками не припинялися дискусії щодо доцільності ядерного бомбардування Хіросіми й Наґасакі.
Воєнні дії офіційно завершилися підписанням Сан-Франциського мирного договору 28 квітня 1952, якого Радянський Союз так і не підписав.

## Загроза поразки

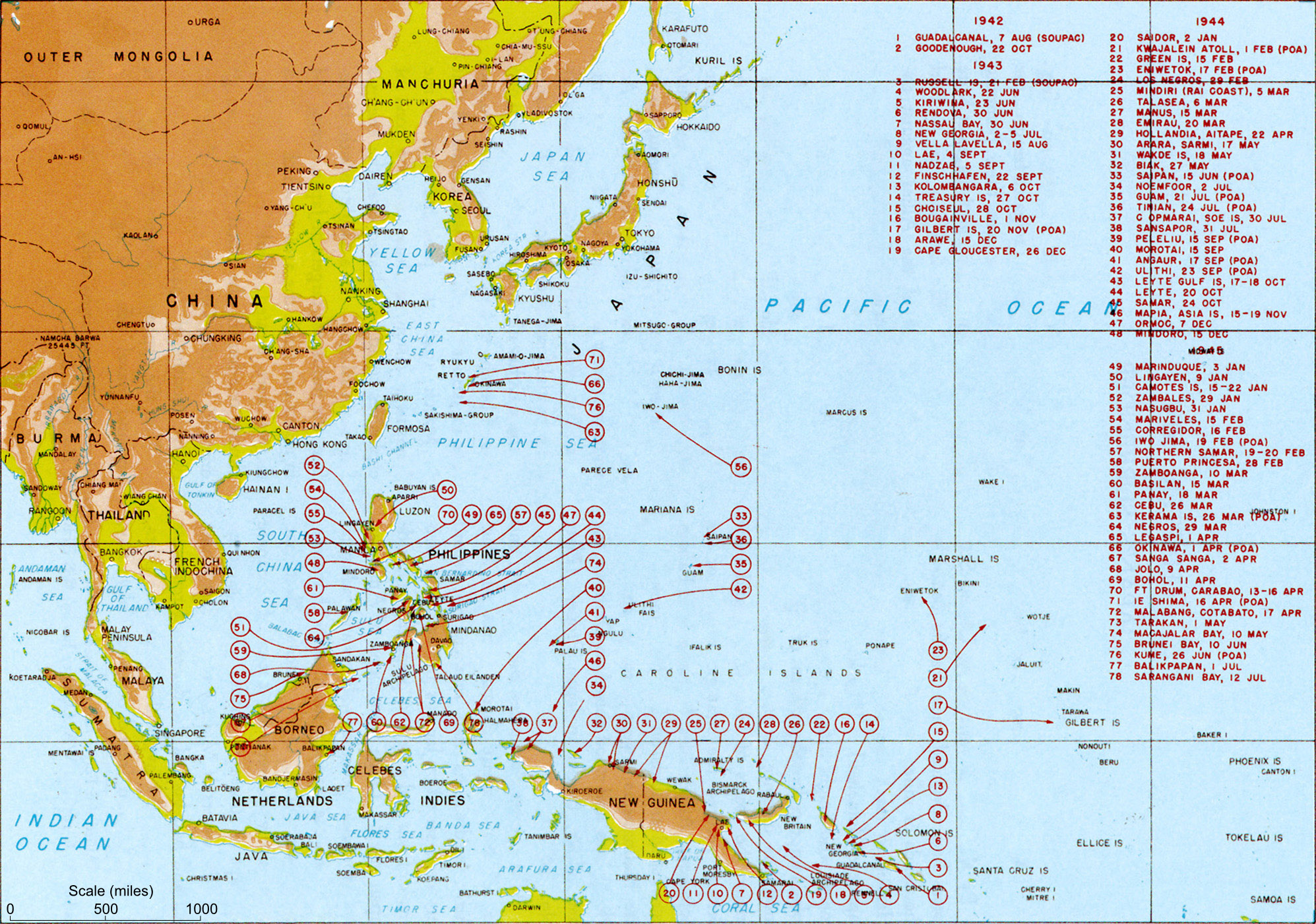
Висадка союзних військ на Тихоокеанському театрі воєнних дій, серпень 1942 — серпень 1945.

До 1945 року впродовж Маріанської та Філіппінської кампаній японці зазнавали нищівних поразок у південно-східній частині Тихого океану. У липні 1944, вслід за втратою Сайпану, генерала Хідекі Тойдзьо було відправлено у відставку з посади прем'єр-міністра. Його наступник, Куніакі Койдзо, заявив, що Філіппіни стануть ареною вирішальної битви. Після втрати Японією Філіппін, Койдзо було змінено адміралом Кантаро Судзукі. У першій половині 1945 року, в результаті битви за Іодзіму та битви за Окінаву, союзники окупували довколишні острови. Острів Окінава став плацдармом операції «Даунфол», що стала початком американського вторгнення на Японський архіпелаг. Вслід за поразкою Німеччини, на противагу мільйонній Квантунській армії Радянський Союз почав таємно передислоковувати свої загартовані у Європі війська на Далекий Схід. З 1941 року в регіоні вже було розміщено більше сорока радянських дивізій.
Підводні човни союзників та мінування японських прибережних вод знищили японський торговий флот майже повністю. Володіючи незначною кількістю природних ресурсів, Японія залежала від прямих постачань сировини, особливо нафти, що імпортувалася з Маньчжурії та інших місць Східної Азії, окупованих територій та голландської Ост-Індії. Знищення японського торгового флоту вкупі зі стратегічним бомбардуванням японських промислових об'єктів зруйнували японську військову машину. Виробництво вугілля, заліза, сталі, гуми та інших життєво необхідних матеріалів становило лише незначну частку довоєнних об'ємів.

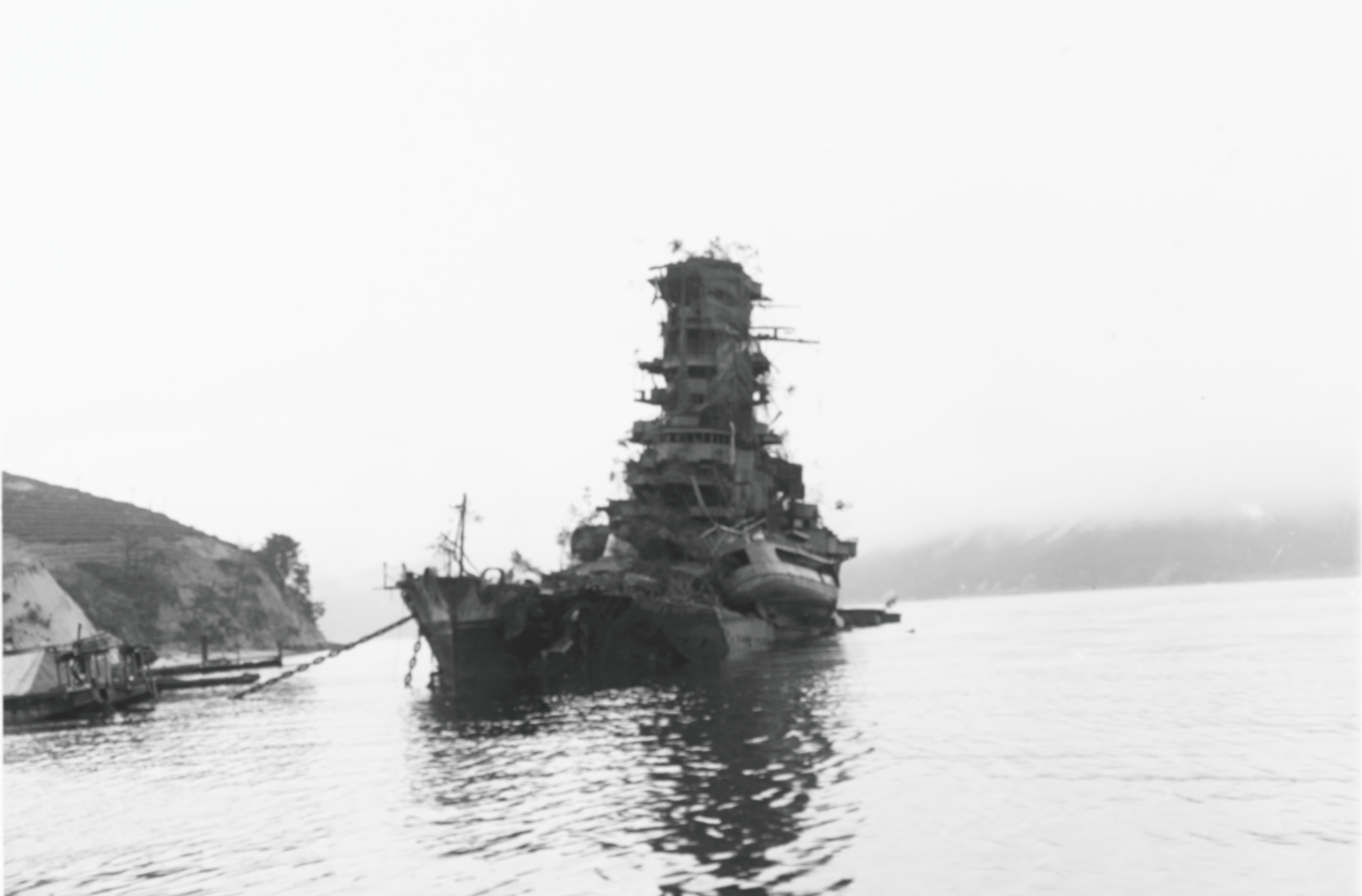
Відновлений лінкор Харуна було потоплено на швартуванні в Куре під час серії бомбардувань міста 24 липня.

В результаті зазнаних втрат Імперський японський флот перестав функціонувати як ефективна військова сила. Після серії авіаційних атак на місто Куре та корабельну верф вціліло шість авіаносців, чотири крейсери, один лінкор, але жоден з них не міг бути заправленим повністю. Крім того, 19 винищувачів та 38 підводних човнів все ще були на ходу, але не могли функціонувати через брак пального.

### Оборонні підготування
Зіткнувшись з перспективою вторгнення на територію Японського архіпелагу з Кюсю, а також перспективою радянського вторгнення в Маньчжурію, останнього постачальника природної сировини, Військова газета імперського командування зробила висновок:
Ми не можемо керувати війною без жодної надії на успіх. Єдиний шлях, що залишився для ста мільйонів японців — пожертвувати своїми життями у боротьбі з ворогом і зробити все, щоб підірвати його бойовий дух.
Фінальною спробою зупинити наступ союзників стала операція загальномасштабної оборони Кюсю під кодовою назвою «Операція Кецуго». Вона мала стати відходом від стратегії глибинної оборони, що застосовувалась у битвах за Палау, Іодзіму та Окінаву. Натомість оборону було зосереджено на плацдармі дислокації десанту; більш ніж 3000 камікадзе мали атакувати десантні транспортні кораблі перш ніж вони проведуть висадку піхотинців на берег.
Якщо відбитися від союзників не вдасться, планувалося відправити до узбережжя ще 3500 камікадзе, 5000 сіньйо (човнів-самогубців) та решту винищувачів і субмарин. У тому разі, якщо союзники успішно подолають опір та проведуть висадку десанту на Кюсю, для захисту решти островів залишилося б лише 3000 літаків, і попри це, Кюсю мав захищатися до останнього. Було споруджено систему печер у районі Нагано. У випадку вторгнення ці печери мали б слугувати штабом для керування воєнними діями і притулком для імператора та його родини.

## Вища воєнна рада
Найголовнішим політичним проводом Японії була Вища воєнна рада (створена у 1944 прем'єр-міністром Куніакі Койсо), так звана «Велика шістка» — Прем'єр-міністр Японії, Міністр закордонних справ, Міністр війни, Міністр флоту, Голова генштабу армії, Голова генштабу флоту. На час формування уряду Судзукі у квітні 1945 раду утворювали:

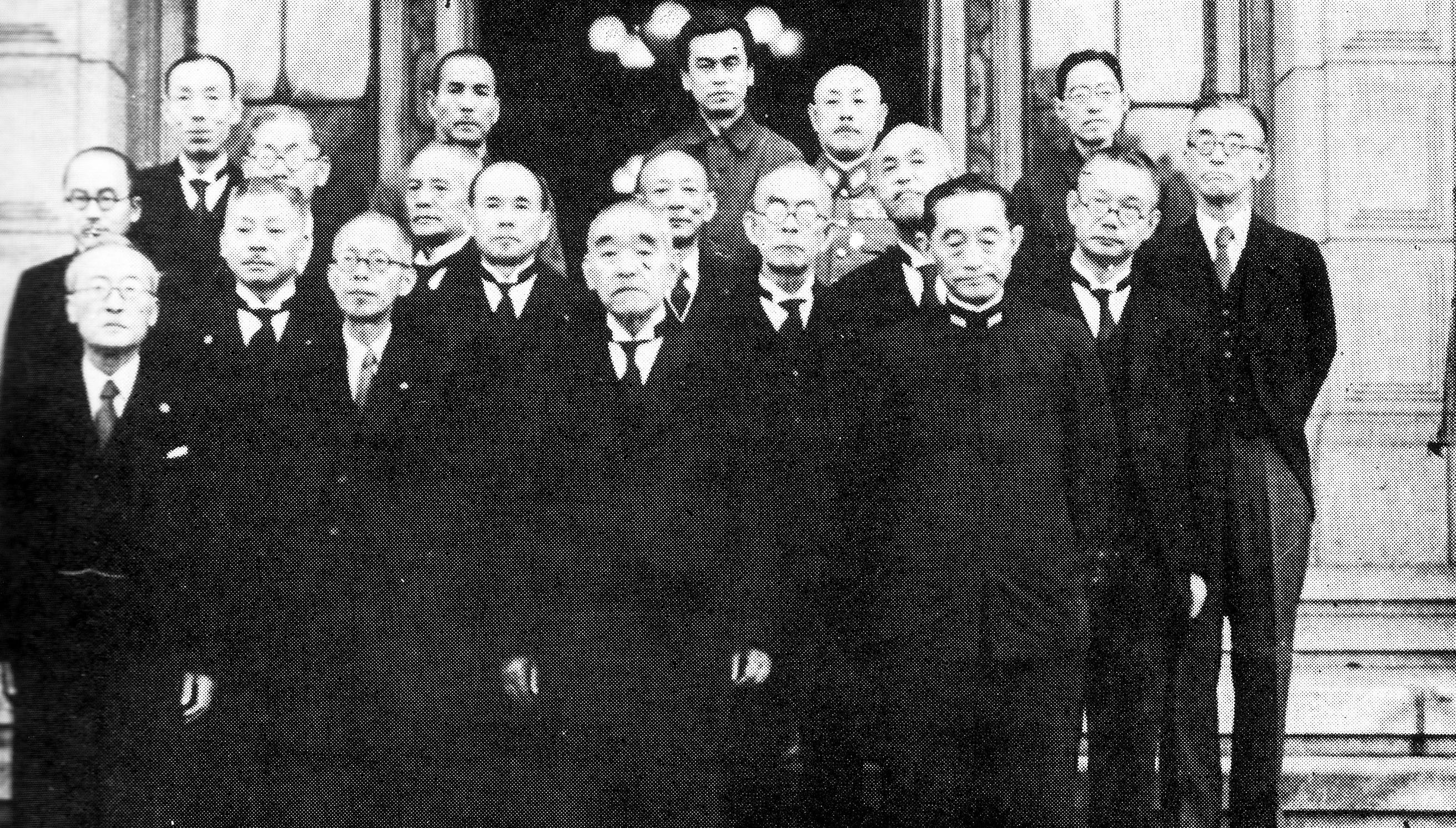
Уряд Судзукі, червень 1945.

- Прем'єр-міністр: Адмірал Кантаро Судзукі
- Міністр закордонних справ: Сінегорі Того
- Міністр армії: генерал Коретіка Анамі
- Міністр флоту: адмірал Міцумаса Йонаі
- Голова генштабу армії: генерал Йосідзіро Умезу
- Голова генштабу флоту: адмірал Косіро Оікава

За законом армія та флот Японії мали право призначати міністрів, або ж відмовляти їм у призначенні. Таким чином, вони могли запобігати утворенню небажаних урядів, або ж спричиняти колапс існуючих.
Лорд-хранитель імператорської таємної печатки Коічі Кідо та імператор Хірохіто могли бути присутніми на деяких засіданнях за бажанням останнього.

## Внутрішні суперечності японського керівництва
Більшість мілітаризованого уряду Судзукі виступала за продовження війни. Для японців капітуляція була немислимою річчю, адже доти Японія не програла жодної війни і не зазнавала окупації своєї території. Тільки Міцумаса Йонаі, Міністр флоту, виступав за швидке закінчення війни. Історик Річард Б. Франк пише:
У віддаленій перспективі Судзукі, можливо, передбачав мир, але він не мав наміру підписувати його у стислі терміни, або ж приставати на умови Союзників. У своїх власних висловлюваннях на урядових нарадах він не вживав натяків щодо швидкого припинення війни… Його обранці на урядових посадах, окрім одного, зовсім не були прихильниками миру.
Після закінчення війни, Судзукі, решта урядовців та їх захисники стверджували, що вони провадили таємні напрацювання щодо миру, але ці заяви не отримали підтверджень. Щоб аргументувати невідповідність між публічними діями та закулісною грою, адвокати посилалися на японську концепцію харагеі — «мистецтва прихованої техніки». Проте багато істориків з цим не погоджуються. Роберт Батоу писав:
Через певну двозначність, саме застосування концепції харагеі було поставлено під сумнів, адже свідоме покладання надій на «мистецтво блефу» у питаннях політики та дипломатії являло собою цілеспрямований обман задля ведення подвійної гри. Хоча це твердження суперечить образу адмірала Судзукі, фактом залишається те, що з моменту призначення його на посаду Прем'єра і до моменту відставки ніхто не міг бути цілком впевненим у наступному його кроці.
Японське керівництво не виключало можливості перемовин задля залагодження війни. Згідно з довоєнними задумами, передбачався швидкий наступ, консолідація, як наслідок — війна зі США і кінцева мирна угода, за якою вдалося б залишити за собою хоча б деякі з завойованих територій. На період 1945 року японські лідери сходилися на тому, що війна йде невдало, але не могли досягти згоди щодо можливості переговорів задля її закінчення. Існувало два табори: так званий «мирний» табір пропонував дипломатичним шляхом схилити керівника Радянського Союзу Йосипа Сталіна до перемовин і за його посередництва урегулювати конфлікт між Японією та Союзниками. Прихильники жорсткої лінії пропонували провести вирішальну битву і таким чином наразити союзників на величезні втрати, що спонукали б їх до ведення перемовин на більш прийнятних умовах. Обидва підходи базувалися на досвіді Японії, здобутому під час Російсько-японської війни сорокарічної давнини, що склалася з низки витратних, але безрезультатних битв і морської битви у Цусімській протоці, що стала вирішальною.
У лютому 1945 р. принц Фумімаро Коно дав імператору Хірохіто меморандум, що аналізував ситуацію, і сказав йому, що, якщо війна триватиме, Імператорській родині може більше загрожувати внутрішня революція, ніж поразка. Згідно з щоденником Великого камергера Хісанорі Фуджіта, імператор, шукаючи рішучої битви, відповідає, що передчасно шукати миру, «якщо тільки ми не здобудемо нової військової перемоги». Ще в лютому «Департамент договорів» Японії пише текст про політику союзників по відношенню до Японії щодо «безумовної капітуляції, окупації, роззброєння, усунення мілітаризму, демократичних реформ, покарання військових злочинців та статусу імператора». Роззброєння, накладене союзними силами, покарання японських військових злочинців, а особливо окупація країни та повалення імператора не є прийнятними для японських лідерів · .
5 квітня Радянський Союз дав повідомлення, що він не поновлюватиме Пакт японо-радянського нейтралітету, підписаний у 1941 році після інциденту Номохан та дійсний п'ять років. Без згоди японців на Тегеранській конференції в листопаді 1943 року було узгоджено, що Радянський Союз вступить у війну проти Японії, як тільки нацистська Німеччина зазнає поразки. На Ялтинській конференції в лютому 1945 р. Сполучені Штати зробили значні поступки СРСР, щоб отримати обіцянку, що вони оголосять війну Японії протягом трьох місяців після капітуляції Німеччини. Хоча п'ятирічний пакт нейтралітету, закінчувався лише 5 квітня 1946 року, повідомлення викликало велику стурбованість японців, бо вони зібрали свої сили на півдні, щоб відбити неминучу атаку США, залишивши свої північні острови вразливими для вторгнення СРСР. В'ячеслав Молотов, міністр закордонних справ у Москві, та Яков Малік, радянський посол у Токіо, зайшли дуже далеко, щоб переконати японців, що «період валідності пакту не закінчився».
Під час серії зустрічей на самміті в травні «Шість великих» обговорювали вперше можливість припинити війну, але жоден з них не висунув умови, які були б прийнятними для союзників. Оскільки будь-хто, хто відкрито підтримував капітуляцію Японії ризикував, бути вбитим ревними солдатами, зустрічі закриті для всіх, крім «Шести великих», імператора та опікуна приватної печатки; жоден офіцер другого чи третього рангу не може брати в них участь. Під час цих зустрічей, незважаючи на телеграми японського посла Сато в Москві, лише Міністр закордонних справ Того усвідомлює можливість того, що Рузвельт і Черчилль вже поступилися Сталіну, щоб привести СРСР до вступу у війну проти Японії. Після цих зустрічей Того має право вимагати підтримання нейтралітету Радянського Союзу або запропонувати йому союз.
Армія, що протистоїть ідеї капітуляції, намагається нав'язати свої погляди японському уряду через документ під назвою «Основна політика, якої потрібно дотримуватися зараз у веденні війни», який передбачає, що японський народ буде боротися до останньої людини, а не здасться. 6 червня «Шість великих» прийняли документ (лише Того виступив проти нього). Наступного дня, дотримуючись звичаю, який вимагає, щоб новостворений уряд представив свої цілі, японський уряд робить його офіційною політикою і підтверджує дипломатичний підхід Судзукі до СРСР:
«Росія повинна бути чітко поінформована, що вона завдячує перемогу над Німеччиною Японії, тому що ми залишаємось нейтральними, і що це буде перевагою СРСР, щоб допомогти Японії зберегти свою міжнародну позицію, оскільки вони матимуть США як ворога у майбутньому.»
Урядова політика отримує імперське схвалення 8 червня.
9 червня маркіз Коіші Кідо, довірена особа імператора, написав «план боротьби з кризовою ситуацією», попереджаючи, що до кінця року Японії буде неможливо вести сучасну війну, і уряд буде не в змозі стримувати цивільні розлади. «Ми не можемо бути впевнені, що ми не збираємося розділити долю Німеччини і зазнаємо підпорядкування умовам, що ми навіть не зможемо досягти своєї вищої мети захистити імператорську сім'ю та зберегти національну політичну систему». Кідо змушує імператора закінчити війну на «дуже щедрих умовах». Таким чином, він пропонує, щоб Японія відступила з колишніх європейських колоній, які вона займала за умови, що їм надається незалежність, що країна роззброїться, але не під наглядом союзників, і що Японія «задовольняється мінімальним захистом» на деякий час. Пропозиція Кідо не передбачає союзної окупації Японії, переслідування військових злочинців або істотної модифікації урядової системи. З дозволу імператора, Кідо підходить до кількох членів Верховної ради, «Шістьох великих». Того дуже прихильний до цієї пропозиції. Судзукі та адмірал Мітсумаса Йонай, міністр ВМС, обидва обережно прихильні; кожен задається питанням, що думає інший. Генерал Коречіка Анамі, міністр армії, є амбівалентним, наполягаючи на тому, що дипломатія повинна чекати, «щоб США зазнали великих втрат» в операції Кетсуго.
У червні імператор втратив довіру у шанси досягти військової перемоги. Битва при Окінаві втрачена, і він розуміє слабкість японської армії в Китаї, армії Квантунгу у Маньчжурії, ВМС та захисту головних островів архіпелагу. Імператор отримує звіт від принца Нарухіко Хігашікуні, з якого він робить висновок, що «це не лише прибережна оборона; підрозділи, зарезервовані для рішучої битви, також не мають достатньої кількості зброї». За словами імператора:
«Мені сказали, що залізо фрагментів бомб, скинутих ворогом, використовувалося для виготовлення лопат. Це підтверджує мою думку, що ми більше не можемо продовжувати війну.»
22 червня імператор викликав «Шість великих» на зустріч. Винятково, він спершу говорить: «Я хочу, щоб конкретні плани припинити війну не перешкоджалися політикою, що діє, були швидко вивчені, і щоб були здійснені зусилля, щоб привести їх до реалізації». Було домовлено вимагати радянської допомоги для припинення війни. Інші нейтральні нації, такі як Швейцарія, Швеція та Ватикан, як відомо, готові відігравати роль у встановленні миру, але вони настільки малі, що вони вважаються нездатними зробити більше, ніж передати умови капітуляції, встановленої союзниками та прийнятої чи відхиленої Японією.

## Спроби переговорів із Радянським союзом
30 червня Того попросив Наотаке Сато, японського посла в Москві спробувати встановити «тривалі та міцні дружні стосунки». Сато повинен обговорити статус Маньчжурії та «будь-яке питання, яке хотіли б розглянути росіяни». Добре усвідомлюючи глобальну ситуацію та їх обіцянки, дані союзникам, СРСР відповідає ухильними маневрами, щоб заспокоїти японців, не обіцяючи нічого. Нарешті Сато зустрічається з В'ячеславом Молотовим, радянським міністром закордонних справ, 11 липня, але без результату. 12 липня Того наказує Сато сказати СРСР:
«Його Величність Імператор, усвідомлюючи той факт, що нинішня війна щодня приносить найбільші негаразди і жертви народам усіх воюючих країн, усім серцем бажає, щоб вона швидко закінчилася. Але поки Англія та Сполучені Штати наполягають на безумовній здачі, Імперія Японії не має іншої альтернативи, ніж боротися усіма своїми силами за честь і існування Вітчизни.»
Імператор пропонує відправити принца Коное як особливого посланця, хоча він не зможе прибути до Москви перед Потсдамською конференцією.
Сато повідомляє Того, що насправді «безумовна капітуляція або за умовами приблизно еквівалентними до неї» — це все те, чого може очікувати Японія. Крім того, у відповідь на прохання про точні пропозиції Молотова Сато припускає, що повідомлення Того не були «зрозумілими щодо поглядів уряду та армії про закінчення війни», тим самим залишаючи сумніви щодо підтримки ініціативи Того ключовими елементами влади.
17 липня Того відповів:
«Хоча провідні держави та уряд переконані, що наші військові сили все ще можуть завдати важливих втрат ворогу, ми не можемо знайти ідеального спокою. Однак пам'ятайте, я вас прошу, ми не шукаємо посередництва росіян в безумовній капітуляції.»
У відповідь Сато більш зрозуміло:
«Само собою зрозуміло, що в моєму попередньому повідомленні, що вимагає безумовної здачі або рівнозначних методів, я зробив виняток у питаннях збереження [Імператорської родини].»
21 липня, виступаючи від імені кабінету, Того повторює:
«Ми відкидаємо безумовну здачу … і для того, щоб уникнути такого виходу з війни, ми шукаємо мирну угоду … завдяки хорошим послугам Росії … це також було б невигідним і неможливим, через іноземні та національні міркування, негайно оголосити точні методи.»
Американські криптографи зламали більшість японських кодів, включаючи код 97, який використовувався Управлінням закордонних справ для дипломатичного листування високого рівня. Отже, повідомлення між Токіо та його посольствами передаються керівникам союзників майже так само швидко, як і їх одержувачам.

### Радянські наміри
Питання безпеки домінують у радянських рішеннях, що стосуються Далекого Сходу. Серед них найважливіше — мати необмежений доступ до Тихого океану. Райони вільні від криги протягом року радянського узбережжя Тихого океану — зокрема Владивосток — можуть бути заблоковані повітрям і морем від Сахаліну та Курильських островів. Здобуття цих територій, таким чином, гарантує вільний доступ до протоки Пейру, є основною метою Радянського Союзу · . Вторинними цілями є отримання оренди для Східної китайської залізниці, товариства залізниці південної Маньчжурії, Далянь та Порт-Артур.
З цією метою Сталін і Молотов відкладають переговори з японцями, даючи їм помилкові надії на мирне посередництво. У той же час у своїх відносинах зі Сполученими Штатами та Великобританією СРСР наполягає на суворому дотриманні Каїрської декларації, підтвердженої на Ялтинській  конференції, союзники не приймуть сепаратного чи умовного миру. Японцям доведеться беззастережно здатися всім союзникам. Для продовження війни СРСР протидіє будь-якій спробі послабити цю вимогу. Це дасть їм час, необхідний для закінчення переходу своїх військ із Західного фронту на Далекий Схід та завоювання Маньчжурії (Манчукуо), Внутрішньої Монголії (Менцзян), Кореї, Сахаліну, Курильських островів та можливо Хоккайдо.

## Проект Манхетен
У 1939 році Альберт Ейнштейн та Лео Силард написали листа до президента Рузвельта, попереджаючи його, що німці можуть продовжувати дослідження розвитку атомних озброєнь і що США необхідно фінансувати дослідження та розробку власного проекту такого типу. Рузвельт згоджується, і результатом цього є проект Манхеттен — найтаємніша дослідницька програма, якою керує генерал Леслі Річард Гроувс, під науковим керівництвом Роберта Оппенгеймера. Перша бомба була успішно випробувана під час вибуху Трініті 16 липня 1945 року.
Поки проект закінчується, американські планувальники починають розглядати використання бомби. Гроувс утворює комітет, який зустрічається у квітні та травні 1945 року, щоб скласти список цілей. Одним з головних критеріїв є те, що цільові міста не повинні бути пошкоджені звичайними бомбардуваннями. Це дозволить точно оцінити шкоду, спричинену атомною бомбою.
Список комітету націлювання включає 18 японських міст. У верхній частині списку — Кіото, Хіросіма, Йокогама, Кокура та Нігата · . Врешті-решт, Кіото вилучається зі списку через наполягання військового секретаря, Генрі Льюїса Стімсона, який відвідав місто під час свого медового місяця і знає його культурне та історичне значення.
У травні Гаррі С. Труман (який став президентом після смерті Франкліна Рузвельта 12 квітня) схвалив навчання тимчасового комітету, консультативної групи з атомної бомби. Він складається з Джорджа Л. Гаррісона, Ванневара Буша, Джеймса Брайанта Конанта, Карла Комптона, Вільяма Л. Клейтона та Ральфа Остіна Барда, радниками є Оппенгеймер, Енріко Фермі, Ернест Орландо Лоуренс та Артур Комптон. У звіті 1 червня Комітет робить висновок, що бомба повинна бути використана якнайшвидше проти військового заводу, оточеного будинками робітників, і що попередження чи демонстрація не повинні бути надані.
Після протесту вчених, які беруть участь у проекті, у формі звіту Франка Комітет повторно вивчає питання про використання бомби. Наприкінці зустрічі 21 червня він підтверджує, що немає альтернативи.

## Події в Потсдамі
Лідери головних союзних держав зустрічаються на Потсдамській конференції з 16 липня по 2 серпня 1945 року. Учасниками є Радянський Союз, Великобританія та Сполучені Штати, представлені Сталіном, Вінстоном Черчіллем (пізніше Климентом Атлі) та Труменом відповідно.

### Переговори
Хоча конференція в Потсдамі в основному була присвячена європейським справам, війна проти Японії також детально обговорюється. Труман дізнався про успіх випробовування Трініті на початку конференції та ділиться цією інформацією з британською делегацією. Успішне випробовування заохочує американську делегацію переглянути потребу та актуальність радянської участі, на який Сполучені Штати чинили сильний тиск на Тегеранській та Ялтинській конференції. На вершині списку пріоритетів США — зменшення американських втрат, і швидке отримання перемир'я, радянське втручання, здатне задовольнити обидва, але ризикує дозволити СРСР захопити території поза тими, що були обіцяні в Тегерані та Ялті та спровокувати післявоєнний поділ Японії, подібний до того, який стався в Німеччині.
Ведучи переговори зі Сталіном, Труман вирішує дати радянському лідеру невизначені свідчення про існування потужної нової зброї, не входячи в деталі. Однак інші союзники не знають, що радянська розвідка проникла в проект Манхетен з його початку; тож Сталін вже знає про існування атомної бомби, але, здається, не вражений її потенціалом.

### Потсдамська декларація
Потсдамська конференція призводить до публікації спільної декларації, Потсдамської декларації, що визначає «безумовну здачу» та уточнює долю, зарезервовану для імператора та самої особи Хірохіто. Американський та британський уряди знаходяться в рішучій незгоді з цього приводу — Сполучені Штати хочуть скасувати імператорську функцію і судити імператора як військового злочинця, а британці хочуть зберегти імперський престол і підтримувати Хірохіто як імператора.
Багато ескізів декларації написані перед тим, як версія прийнятна для всіх, нарешті визнана.
26 липня США, Великобританія та Китай оприлюднили Потсдамську декларацію, оголошуючи умови капітуляції Японії, з попередженням: «Ми не будемо відходити. Альтернативи немає. Ми не зазнаємо жодної затримки». Для Японії умови декларації:
- Елімінація «назавжди [з] влади та впливу тих, хто обманював і ввів в оману народ Японії, здійснивши завоювання світу».
- Окупація «зон японської території, які будуть визначені союзниками».
- щоб «японський суверенітет був обмежений островами Хонсю, Хоккайдо, Кюсю, Шикоку та іншими другорядними островами, які ми визначимо». Як було оголошено в Каїрській декларації в 1943 році, Японія буде зменшена до території перед 1894 року і позбавлена її довоєнної імперії, включаючи Корею та Тайвань, а також усіх її недавніх завоювань.
- щоб «членам японських військових сил, після того, як вони повністю обеззброяться, дозволили повернутися додому з можливістю вести мирне та продуктивне життя».
- що «ми не прагнемо завести японців у рабство як расу або знищити їх як націю, але правосуддя повинно бути суворо застосоване до всіх військових злочинців, у тому числі тих, хто завдавав репресій нашим ув'язненим».

З іншого боку, декларація передбачає, що:
- «Японський уряд повинен усунути всі перешкоди для відродження та зміцнення демократичних сил у японському народі. Буде встановлено свободу вираження поглядів, релігії та думки, а також повага до прав людини та фундаментальних свобод.»
- «Японія має право підтримувати промислові сектори, які підтримуватимуть її економіку і дозволять виплатити справедливі репарації, але не ті, що дозволять їй переозброїтися для війни. З цією метою дозволений доступ, але не контроль сировини. Японська участь у глобальних торгових відносинах дозволена.»
- «Окупаційні сили союзників будуть зняті з Японії, як тільки ці цілі будуть досягнуті та буде створено відповідно до вільно вираженої волі японського народу, мирний та відповідальний уряд.»

Єдине використання терміна «безумовна капітуляція» відбувається в кінці декларації:
- «Ми закликаємо уряд Японії оголосити відтепер безумовну капітуляцію всіх японських збройних сил та забезпечити адекватні та достатні гарантії їх добросовісності в цьому плані. Єдина альтернатива для Японії — це швидке та повне знищення.»

На відміну від того, що було передбачено під час її створення, декларація не згадує про імператора. Наміри союзників щодо цього споконвічного питання для японців, Хірохіто повинен розглядатися як один із тих, хто «обдурив народ Японії» або навіть як військовий злочинець, або імператор міг би стати частиною «мирного та відповідального уряду» — таким чином, залишилися неявними.
Умова про «швидке і повне знищення» трактується як завуальоване попередження про володіння американцями атомної бомби (яка успішно випробувалася в перший день конференції).

### Японська реакція
27 липня японський уряд подумав про те, як відповісти на декларацію. Чотири військових «Великої шістки» хочуть відкинути її, але Того переконує кабінет не робити цього, поки не буде отримана реакція СРСР. У телеграмі Шунічі Касе, посол Японії у Швейцарії, зауважує, що «безумовна капітуляція» стосується лише армії, а не уряду чи людей, і він стверджує, що потрібно розуміти, що обережна мова Потсдама здається, «викликала багато роздумів» урядів підписантів — «вони, здається, взяли на себе клопіт врятувати наше обличчя в різних точках». Наступного дня японські газети стверджували, що декларація, текст якої був поширений та скинута листівками над Японію, була відхилена. Намагаючись керувати громадською думкою, прем'єр-міністр Судзукі зустрічається з пресою та заявляє:
- «Я вважаю, що спільне проголошення є повторення декларації Каїрської конференції. Що стосується уряду, він не додає до неї жодної цінності. Єдине, що потрібно зробити — це просто вбити її тишею (мокусацу). Ми нічого не зробимо, якщо не чинити сильний тиск, щоб досягти успішного кінця війни[65].»

Сенс мокусацу, буквально «вбити тишею», може перейти до «ігнорувати», і «трактувати з презирством», що досить вірно описує різні реакції в уряді. 30 липня посол Сато написав, що Сталін, ймовірно, розмовляє з Рузвельтом та Черчіллем про його відносини з Японією, і він написав: «Немає іншої альтернативи, ніж негайна безумовна здача, якщо ми хочемо уникнути участі Росії у війні». 2 липня Того писав Сато: «Не повинно бути складно вам усвідомити, що […] наш час, щоб вести приготування для припинення війни перед тим як супротивник висадиться на японську територію є лімітованим, з іншого боку, важко висловитися про конкретні умови для миру, одразу, вдома».

## Хіросіма, Манджурія і Нагасакі

### 6 серпня: Хіросіма
Вранці 6 серпня Енола Гей, важкий бомбардувальник Boeing B-29, який пілотував полковник Пол Тіббетс, скидає атомну бомбу (кодове ім'я Little Boy) на місто Хіросіма на південному заході від Хонсю. Протягом усього дня неясні звіти передаються в Токіо, згідно з яким Хіросіма було об'єктом повітряного нальоту, який стер місто з «сліпучим спалахом і жорстоким вибухом». Пізно ввечері японська влада отримує підтвердження ядерної атаки, прослухавши радіопромову американського президента Трумена, який оголосив про перше використання атомної бомби і обіцяв :
- «Зараз ми готові швидше і повністю знищити всю промислову інфраструктуру поверхні в будь-якому японському місті. Ми знищимо їхні набережні, їхні заводи та їхні засоби комуніукації. Немає помилки: ми повністю знищимо здатність Японії вести війну. Саме, щоб врятувати японців від повного знищення ультиматум 26 липня був опублікований у Потсдамі. Їх лідери негайно відхилили цей ультиматум. Якщо вони зараз не приймуть наших умов, вони можуть очікувати дощу руйнування з повітря, якого ніколи не бачили на цій землі[68]…»

Японська армія та військово-морський флот мають власні програми ядерного озброєння, і, отже, японці досить поінформовані, щоб знати, як важко побудувати атомну бомбу. Ось чому багато японців, включаючи військових урядовців, відмовляються вірити, що Сполученим Штатам вдалося побудувати її, і японська армія розпочинає власні розслідування, щоб визначити причину руйнування Хіросіми. Адмірал Соєму Тойода, начальник штабу ВМС, стверджує, що навіть якщо Сполучені Штати побудували одну, вони не можуть мати їх набагато більше. Однак американські стратеги, передбачили таку реакцію, як у Тойоди, планували скинути другу бомбу незабаром після першої, щоб переконати японців, що у Сполучених Штатах є їх велика кількість · ..

### 8-9 серпня радянське вторгнення і Нагасакі
О 4 годині 9 серпня новина доходить до Токіо, що Радянський Союз порушив пакт нейтралітету, оголосив війну Японії та розпочав вторгнення в Маньчжурію.
Цей «подвійний шок» — атомне бомбардування Хіросіми та радянська атака — спричиняє глибокі та негайні наслідки на прем'єр-міністра Кантару Судзукі та міністра закордонних справ Того Шігенорі, які погоджуються, що уряд повинен негайно закінчити війну. Однак високе керівництво японською армією вивчає цю новину і недооцінює ступінь нападу. За підтримки міністра війни Анамі воно починає готуватися до накладення воєнного закону про націю, щоб заважати будь-кому намаганню зробити мир. Хірохіто наказує Кідо взяти «швидко контроль над ситуацією», оскільки «Радянський Союз оголосив війну і розпочав бойові дії проти нас сьогодні».
Незабаром після 11:00, посеред надзвичайної зустрічі «Великої шістки», ініційованої Кідо, надходять новини, що на Нагасакі, на західному узбережжі Кюсю, скинули другу атомну бомбу (кодова назва Fat Man). Наприкінці зустрічі «Велика шістка» ділиться на дві групи. Одна, об'єднавши Судзукі, Туго та адмірала Йоная, підтримує доповнення, запропоноване Того про додаткову умову для Потсдамської декларації, а друга, об'єднавши трьох генералів Анамі, Умезу та адмірала Тойоду, наполягає на тому, щоб три інші пункти Потсдамської декларації були змінені, щоб гарантувати, що Японія буде контролювати власне роззброєння, буде брати на себе відповідальність за японських військових злочинців, і що не буде окупації Японії.
Після атомного бомбардування Нагасакі Труман робить нову заяву:
«Британський, китайський та американський уряди дали японському народу адекватне попередження про те, що їх чекає. Ми поставили загальні умови, на яких вони можуть здатися. Наше попередження було проігнороване; наші умови відхилені. З тих пір японці побачили, що може зробити наша атомна бомба. Вони можуть передбачити, що вона зробить в майбутньому.
Світ відзначить, що перша атомна бомба була скинута на військову базу Хіросіми. Це тому, що ми хотіли, з цією першою атакою якомога більше уникнути різанини цивільних. Але ця атака є лише попередженням. Якщо Японія не здасться, бомби  будуть скинуті на військові галузі, і, на жаль, тисячі цивільних життів будуть втрачені. Я закликаю японських цивільних осіб негайно залишити промислові міста та врятувати себе від руйнування.
Я усвідомлюю трагічне значення атомної бомби.
Її виробництво та використання не було здійснено необдумано цим урядом. Ми знали, що наші вороги прагнуть зробити таку зброю. Зараз ми знаємо, наскільки вони були близькими для успіху. І ми знаємо, яку катастрофу вона б представляла для нашої нації, і всіх народів, закоханих у мир і всієї цивілізації, якби вони досягли успіху перед нами.
Ось чому ми відчували себе зобов’язаними здійснити довгу, невизначену і дорогу роботу її відкриття та її виробництва.
Ми виграли гонку з відкриття у німців.
Відкривши бомбу, ми її використали. Ми використали її проти тих, хто напав на нас, не попереджаючи у Перл-Харбор, проти тих, хто морив голодом, бив і страчував американських військовополонених, проти тих, хто відмовився від будь-яких зобов’язань дотримуватися міжнародних законів про війну. Ми використали її для скорочення війни, щоб врятувати життя тисяч і тисяч молодих американців.
Ми продовжуватимемо використовувати її, поки ми повністю не знищимо здатність Японії вести війну. Тільки японська капітуляція зупинить нас."

## Імператорське втручання, відповідь союзників і японське рішення

### 9-10 серпня: рішення імператора капітулювати
Повний склад кабінету міністрів зібрався о 14:30 9 серпня і витратив більшу частину дня на обговорення капітуляції. Як і у випадку з «Великою шісткою», кабінет був розділений, і ні позиція Того, ні Анамі не мали більшості. Анамі повідомляє іншим членам кабінету, що під тортурами американський пілот винищувача P-51 розповів своїм слідчим, що Сполучені Штати володіють сотнею атомних бомб і що Токіо та Кіото будуть розбомблені «найближчими днями». Пілот Маркус МакДілда брехав. Він нічого не знав про Манхеттенський проект і просто сказав своїм слідчим те, що, на його думку, вони хотіли почути, щоб припинити тортури. Брехня, через яку його вважали в'язнем високого пріоритету, ймовірно, врятувала його від обезголовлення. Насправді Сполучені Штати мали б третю бомбу, готову до використання, лише приблизно 19 серпня, а четверту — до вересня 1945 року. Третя бомба, ймовірно, була б використана проти Токіо.
Засідання Кабміну було перервано о 17:30 без консенсусу. Друга зустріч триває з 18:00 до 22:00, але також закінчується відсутністю консенсусу. Після цієї другої зустрічі Судзукі та Того зустрілися з імператором, і Судзукі запропонував імпровізовану імперську конференцію, яка розпочалася незадовго до півночі в ніч з 9 на 10 серпня. Судзукі представляє чотири умови пропозиції Анамі як консенсусну позицію Вищої ради. Інші члени Верховної ради також виступають, наприклад Хіранума Кіічіро, президент Таємної ради, який наголошує на неспроможності Японії захистити себе, а також описує внутрішні проблеми країни, такі як нестача продовольства. Кабінет міністрів обговорює, але знову не досягає консенсусу. Близько другої години ночі 10 серпня Судзукі нарешті підійшов до імператора Хірохіто, попросивши його вибрати між двома позиціями. Пізніше учасники згадували, що імператор тоді сказав:
«Я серйозно замислився над ситуацією, що склалася всередині країни і за її межами, і дійшов висновку, що продовження війни може означати лише знищення нації та продовження кровопролиття і жорстокості у світі. Я не можу більше дивитися, як мій невинний народ страждає…
Ті, хто виступає за продовження бойових дій, сказали мені, що в червня нові підрозділи будуть розміщені на укріплених позиціях [на пляжі Куджукурі, на схід від Токіо], готові протистояти загарбнику, коли він намагатиметься висадитися. Зараз серпень, а укріплення ще не завершені…
Є ті, хто каже, що ключ до національного виживання — у вирішальній битві на рідній землі. Проте минулий досвід показує, що між планами та їх виконанням завжди є розбіжність. Я не вірю, що затримку у справі Куджукурі можна компенсувати. Як у цих умовах дати відсіч загарбникам? [Потім він конкретно посилається на підвищену руйнівну силу атомної бомби.]: Зрозуміло, мені нестерпно бачити роззброєних наших мужніх і вірних бійців. Так само нестерпно, щоб тих, хто служив мені віддано, карали як підбурювачів війни. Однак настав час знести нестерпне…
Я ковтаю сльози і даю свою санкцію на пропозицію прийняти проголошення союзників на основі, визначеній міністром закордонних справ.»
За словами генерала Суміхіси Ікеди та адмірала Зеншіро Хосіни, президент Таємної ради Хіранума Кіічіро звернувся до імператора і запитав: «Ваша Величносте, ви також несете відповідальність (секінін) за цю поразку. Які вибачення ви принесете героїчним духам імперського засновника вашого дому та інших ваших імперських предків?».
Коли імператор пішов, Судзукі підштовхнув кабінет прийняти волю суверена, що він і зробив. Сьогодні рано вранці (10 серпня) Міністерство закордонних справ надсилає телеграми союзникам (через Федеральний політичний департамент Швейцарії та зокрема Макса Гресслі), в яких повідомляється, що Японія прийме Потсдамську декларацію, але не погодиться на умови миру, які «підривають прерогативи» імператора. Фактично це означає, що не повинно бути жодних змін у формі правління Японії, і що імператор залишатиметься на посаді ефективної влади.

### 12 серпня: відповідь союзників
Відповідь союзників була написана Джеймсом Ф. Бірнсом і схвалена британським, китайським і радянським урядами, хоча Радянський Союз прийняв її неохоче. 12 серпня союзники надсилають відповідь (через Департамент політичних справ Швейцарії) на умовне прийняття Японією Потсдамської декларації. Про статус імператора написано:
«Під час капітуляції повноваження імператора та японського уряду керувати державою повинні бути передані Верховному головнокомандувачу Об'єднаних збройних сил, який вживе таких заходів, які він вважатиме доречними для виконання умов капітуляції… Остаточна форма правління Японії повинна, відповідно до Потсдамської декларації, бути встановлена вільно вираженою волею японського народу.»
Президент Трумен наказує продовжувати військові дії (включаючи бомбардування B-29) до отримання офіційної заяви про капітуляцію Японії. Однак військові кореспонденти витлумачили коментар Карла Ендрю Спаатца про те, що B-29 не літали 11 серпня (через погану погоду), як повідомлення про набуття чинності режиму припинення вогню. Щоб не створити у японців враження, що союзники відмовилися від мирних зусиль і відновили бомбардування, Трумен наказав припинити бомбардування.
Кабінет міністрів Японії розглянув відповідь союзників, і Судзукі стверджував, що він повинен відхилити її та наполягати на явних гарантіях продовження імперської системи. Анамі знову підтверджує свою опозицію до окупації Японії. Після цього Того каже Судзукі, що немає надії на кращі умови, а Кідо висловлює бажання імператора, щоб Японія капітулювала. Під час зустрічі з імператором Йонай згадує про своє занепокоєння щодо зростання громадянських заворушень:
«Термін невідповідний, але я вважаю, що атомні бомби і вступ Радянського Союзу у війну були в певному сенсі божественними дарами. Таким чином, ми не повинні говорити, що ми капітулювали через внутрішні обставини.»
Того ж дня Хірохіто повідомив імператорську родину про своє рішення капітулювати. Тоді один із його дядьків, принц Асака, запитав, чи продовжиться війна, якщо кокутай (імперський суверенітет) не вдасться зберегти. Імператор просто відповів: «звичайно»..

### 13-14 серпня: прийняття умов союзників
«Велика шістка» та кабінет провели 13 серпня засідання, обговорюючи свою відповідь союзникам, але залишилися в глухому куті. Тим часом очікування викликало зростання сумнівів серед союзників. Японців повідомили, що вони можуть передавати беззастережну згоду відкритим текстом, але насправді вони надсилають закодовані повідомлення з питань, не пов'язаних з переговорами про капітуляцію. Союзники сприйняли цю зашифровану відповідь як неприйняття їхніх умов.
Завдяки перехопленню повідомлень Ультра союзники також виявили збільшення дипломатичного та військового трафіку, що було розцінено як доказ того, що японці готувалися до великомасштабної «атаки банзай». Президент Трумен наказав відновити та посилити напади на Японію, «щоб справити враження на японську владу, щоб вона зрозуміла, що ми налаштовані серйозно й рішуче змусити їх без зволікання прийняти наші мирні пропозиції». Третій флот США починає бомбардування японського узбережжя. Під час найбільшого бомбардування Тихоокеанської війни більше 400 B-29 атакували Японію протягом дня 14 серпня і більше 300 цієї ночі. Всього без втрат було використано 1014 літаків.
Під час найдовшої бомбардувальної місії війни B-29 з 315 Bombardment Wing пролетіли 6200 км, щоб знищити нафтопереробний завод Nippon Oil Company, розташований у Цучізакі на північному краю Хонсю. Це останній діючий нафтопереробний завод на островах Японії, який виробляє 67 % нафти. Після війни ці бомбардування були виправдані тим, що вони вже тривали в момент отримання японської капітуляції, але це правда лише частково.
За пропозицією американських експертів з психологічних операцій 13 серпня B-29 скинули на Японію листівки з описом японської пропозиції капітуляції та відповіді союзників. Ці листівки мали глибокий вплив на японський процес прийняття рішень. На світанку 14 серпня Судзукі, Кідо та Імператор розуміють, що день закінчиться або прийняттям американських умов, або військовим переворотом.
Імператор зустрічається з старшими офіцерами армії та флоту. Хоча багато хто виступає за продовження бою, маршал Шунроку Хата мовчить. Будучи командувачем Другої загальновійськової армії зі штабом у Хіросімі, Хата командував усіма військами, що захищали південь Японії — військами, які готувалися битися у «вирішальній битві». Зрештою Хата визнає, що він не впевнений у здатності Японії протистояти вторгненню, і не оскаржує рішення імператора. Він просить своїх воєначальників співпрацювати з ним, щоб припинити війну.
На нараді з кабінетом міністрів та іншими радниками Анамі, Тойода та Умезу знову висувають свої аргументи щодо продовження боротьби, після чого імператор заявляє:
«Я уважно вислухав кожен з аргументів, представлених проти ідеї, що Японія повинна прийняти відповідь союзників як є і без подальшого роз'яснення чи зміни, але моя власна точка зору не змінилася… Щоб народ міг знати про моє рішення, прошу вас зараз підготувати імператорський рескрипт, щоб мене транслювали нації. Нарешті, я прошу кожного з вас зробити все можливе, щоб ми могли протистояти важким дням, які чекають на нас.»
Кабінет міністрів збирається негайно і одноголосно ратифікує волю імператора. Він також вирішує знищити будь-який документ, що стосується військових злочинів і військової відповідальності найвищих лідерів нації. Відразу після конференції МЗС передало наказ своїм посольствам у Швейцарії та Швеції прийняти умови союзників. Ці накази були зафіксовані та отримані у Вашингтоні о 2:49 ночі 14 серпня.
Щоб уникнути труднощів зі старшим командуванням на віддалених фронтах, 14 серпня було відправлено трьох членів імператорської родини передати імператорське слово. Підполковник принц Текеда Цуненорі їде до Кореї та Маньчжурії, полковник Асака з експедиційною армією Китаю та китайським флотом та принцом Каніном Харухіто в Шанхай, на південь Китаю, Індокитаю та в Сінгапур..
Текст Імперської рескрипції про здачу завершується о 19:00, переписаний офіційним каліграфом суду та привезений до членів кабінету, щоб вони поставили свої підписи. Близько 23:00, імператор за допомогою команди NHK записав диск, на якому він читає свою капітуляційну промову. Диск доручений камергеру суду Йосіхіро Токугаві, який ховає його в ящику бюро секретаря імператриці Кохун.

## Спроба державного військового перевороту: (12-15 серпня)
Пізно в ночі 12 серпня 1945 майор Кенджі Хатанака, полковник Окікацу Арао, керівник відділу військових справ, підполковник Масатака Іда, Масахіко Такесіта (зять Анамі) та Інаба Масао зустрічаються з міністром війни Корехіка Анамі (міністром армії та «наймогутнішим персонажем в Японії після самого імператора») і просять його зробити все можливе, щоб запобігти прийняттю Потсдамської декларації. Генерал Анамі відмовляється сказати, чи допоможе він молодим офіцерам здійснити цю зраду. Хоча вони сильно потребують його підтримки, Хатанака та інші повстанці, однак, вирішують, що у них немає іншого вибору, як самим планувати і спробувати державний переворот. Хатанака проводить більшу частину дня 13 серпня та ранок 14 серпня, об'єднуючи союзників, шукаючи підтримки начальників у міністерстві та готуючи його змову.
Незабаром після нічної конференції з 13 по 14 серпня, під час якої нарешті вирішується капітуляція, група вищих офіцерів армії, включаючи Анамі, збирається в сусідній кімнаті. Усі присутні стурбовані можливістю перевороту для запобігання капітуляції — деякі з присутніх, можливо, навіть плануватли його застосувати. Після тиші, генерал Тораширо Кавабе пропонує, щоб усі вищі присутні офіцери підписали угоду про виконання наказу про капітуляцію імператора — «армія буде діяти відповідно до імперського рішення до кінця». Вона підписується всіма присутніми офіцерами високого рівня, включаючи Анамі, Хайме Сужіяма, Йошіджіру Умезу, Кенджі Дохара, Тораширо Кавабе, Масаказу Кавабе та Тадаїчі Вакамацу. «Ця угода, підписана офіцерами найвищих рангів в армії […] виступає як грізна протипожежна полоса, проти будь-якої спроби заохотити переворот у Токіо».
Близько 9:30 увечері 14 серпня повстанці Хатанака реалізують свій план. Другий полк перших імперських охоронців входить в палац, подвоюючи силу батальйону, який вже розміщений там, безсумнівно, щоб забезпечити додатковий захист від заколоту Хатанаки. Але Хатанака з підполковником Джиро Шиізакі переконує командира 2-го полку першої імператорської гвардії, полковника Тойоджіро Хага, приєднатися до його справ, сказавши йому, що генерали Анамі та Умезу, а також командувачі окружної армії Сходу та підрозділи іІмператорської гвардії — це частина плану (що є неправдою). Хатанака також вирушає до кабінету Шизуїчі Танаки, командира армії Східного округу, щоб спробувати переконати його приєднатися до перевороту. Танака відмовляється і наказує Хатанаці йти додому. Хатанака не виконує наказу.
Хатанака сподівається, що, простим фактом окупування палацу і показу початків заколоту, він заохотить решту армії піднятися проти капітуляційного руху. Ця ідея керує його планами і дає йому сліпий оптимізм для їх реалізації, хоча він має мало підтримки з боку начальства. Після того, як він поставив всі свої частини на місце, Хатанака та його заколотники вирішують, що охорона захопить палац о 2:00. До цього часу повторюються спроби переконати своє начальство приєднатися до перевороту. У той же час генерал Анамі покінчив життя самогубством (сеппуку), залишивши це повідомлення: «З моєю смертю я смиренно вибачаюся перед імператором за цей великий злочин». Що злочин, згаданий Анамі, позначає втрату війни або державний переворот, залишається невизначеним.
Близько 1:00, Хатанака та його люди оточують палац. Хатанака, Шиізакі та капітан Шигетаро Уехара (з Академії ВПС) вирушають до робочого кабінету генерал-лейтенанта Такіші Морі, щоб попросити його приєднатися до перевороту. Морі на зустрічі зі своїм зятем Мічінорі Шираїші. Співпраця Морі, як командира 1-ї дивізії Імператорської гвардії, має вирішальне значення. Коли Морі відмовляється приймати сторону Хатанаки, він вбиває його, побоюючись, що Морі наказав охоронцям припинити повстання. Уехара негайно вбиває Шираїші. Це будуть єдині два вбивства цієї ночі. Тоді Хатанака використовує офіційну печатку генерала Морі, щоб дозволити стратегічний наказ № 584 Імператорського гвардійського підрозділу, помилкову гру наказів, створених його співучасниками, спрямованих на зміцнення військ, що займають імператорський палац та імператорське агентство, нібито «захистити» імператора..
Палацова поліція обеззброєна та всі входи заблоковані. Протягом ночі повстанці Хатанаки захоплюють і тримають вісімнадцять людей, включаючи працівників міністерства та техніків NHK, відправлених для запису промови про капітуляцію.
Повстанці, очолювані Хатанакою, проводять наступні години, марно шукаючи Сотаро Ішіватарі, міністра імператорського будинку, Коіші Кідо, опікуна приватної печатки, а також записи промови про капітуляцію. Двоє чоловіків ховаються в «залі ящиків», великій кімнаті, розташованій під імператорським палацом · . Їх пошуки ускладнюються затемненням у відповідь на бомбардування союзників, рудиментарною організацією змови та самим розташуванням міністерства імператорського будинку. Повстанці знаходять камергера Токугаву. Хоча Хатанака погрожує вбити його самурайським мечем, Токугава каже їм, що він не знає, де знаходяться записи чи люди, які тримають їх · . Під час своїх пошуків повстанці ріжуть майже всі телефонні дроти, тим самим порушуючи зв'язок між своїми в'язнями в палаці та зовнішнім світом.
Майже в той же час, інша група повстанців, яку очолює капітан Такео Сасакі, йде до кабінету прем'єр-міністра Судзукі з наміром вбити його. Коли вони знаходять його офіс порожнім, вони обстрілюють його і підпалюють будівлю, перш ніж вирушити до його будинку. Хісацуне Сакомізу, попередив його, Судзукі втікає за кілька хвилин до того, як приходять потенційні вбивці. Після підпалу будинку Судзукі, останні приходять до будинку Хірануми Кішііро, щоб вбити його. Хіранума тікає бічними дверима, а повстанці підпалюють також його будинок. Судзукі проведе решту серпня під захистом поліції, сплячи щовечора в іншому ліжку · .
Близько 3 години вечора Хатанаку повідомляє підполковник Масатака Айда, що армія Східного округу вирушає до палацу, щоб його заарештувати і що він повинен відмовитися · . Нарешті, побачивши його план провалився, Хатанака закликає Тацухіко Такашиму, начальника штабу армії Східного округу, щоб йому дали щонайменше десять хвилин на радіо NHK, щоб пояснити населенню Японії, чого він прагнув досягти і чому. На його прохання відмовили. Полковник Хага, командир 2-го полку перших імперських охоронців, виявивши, що армія не підтримує цей заколот, наказав Хатанаці покинути палац.
Перед 5:00, коли його повстанці продовжують свої пошуки, майор Хатанака переходить до студій NHK і, розмахуючи пістолетом, відчайдушно намагається отримати радіоефір, щоб пояснити свої дії. Годиною пізніше, після отримання телефонного дзвінка від армії Східного округу, Хатанака нарешті відмовляється. Він об'єднує своїх офіцерів і залишає студію NHK.
На світанку Танака дізнається, що палац захоплено. Він їде туди, стикається з бунтівними офіцерами, робить їм догану щодо їх поведінки, що суперечить духу японської армії, і переконає їх повернутися до своєї казарми · . О 8 годині вечора заколот повністю переможений після того, як вдалося утримати корпус палацу протягом більшої частини ночі, але не встигнувши знайти імперські записи.
Хатанака, на мотоциклі, і Шизакі, на конях, їздять вулицями Токіо, кидаючи листівки, що пояснюють їхні мотивии та їхні дії. Менш ніж за годину до радіоотрансляції виступу імператора, близько 11:00 ранку 15 серпня, Хатанака цілиться пістолетом собі в лоб і стріляє. Шизакі наносить собі рану кинджалом, і теж стріляє в себе з пістолета. У кишені Хатанаки є його прощальна поема: «Мені немає про що шкодувати, зараз коли чорні хмари зникли з правління імператора».

## Капітуляція

### Радіотрансляція імператорського рескрипту про капітуляцію
О 12 годині 15 серпня записана промова імператора, який читає імператорський рескрипт про припинення війни, транслюється:
«… хоча кожен доклав найкращих зусиль — незважаючи на доблесні бої проведені нашими військовими та військово-морськими силами, старанність та запопадливість наших служителів та відданість сотні мільйонів наших підданих — війна пішла за її курсом, але не обов'язково на користь Японії, тоді як загальні тенденції, що переважають у світі, всі повернулися проти її інтересів.
Крім того, противник впровадив нову бомбу надзвичайної жорстокості, чия здатність до знищення є незрівнянною і знищує багато невинних життів. Якщо ми продовжимо боротися, це призвело б не лише до краху та знищення японської нації, але й повного вимирання людської цивілізації.
Як ми можемо врятувати численних наших підданих? Як спокутувати вину перед духами наших імперських предків? Це причина, чому ми дали наказ прийняти умови загальної декларації держав.
Біди та болі, яким наша нація буде піддаватися в майбутньому, безумовно, будуть величезними. Ми цілком усвідомлюємо найглибші почуття всіх вас, наших підданих.
Однак саме згідно з указами часу та долі ми вирішили відкрити шлях до грандіозної епохи миру для всіх поколінь, що переживають те, що неможливо пережити, і переносять непереносне.»
Низька якість запису в поєднанні з класичною японською мовою, яку використовує імператор у рескрипті, робить запис дуже важким для розуміння для більшості слухачів. Ця промова означає кінець ультранаціоналістичної ідеології імперської Японії та позначає головний перелом в історії Японії.
Громадські реакції на промову імператора різняться: багато японців просто слухають, а потім повертаються до свого повсякденного життя, тоді як деякі офіцери армії обирають самогубство, а не капітуляцію. На військовій базі, на північ від Нагасакі, офіцери, розлючені перспективою капітуляції, витягують шістнадцять американських авіаторів базової в'язниці та вбивають їх шаблями. Великий натовп, що зібрався перед імператорським палацом у Токіо плаче, і його крики іноді перериваються звуком стрілянини офіцерів, які покінчили життя самогубством.
17 серпня Судзукі був замінений на посаді прем'єр-міністра дядьком імператора, принцом Хігашікуні, можливо, щоб попередити будь-яку нову спробу перевороту або вбивства. Мамору Шигеміцу замінив Того на посаді міністра закордонних справ.
Японські сили все ще борються проти СРСР, а також китайців та управління їх припиненням вогню та їх здачі є важким. Останній повітряний бій проведений японськими винищувачами проти B-32 Bombers Dominator американської розвідки відбувся 18 серпня. Радянський Союз продовжує воювати до початку вересня і захоплює Курильські острови.

### Початок окупації і церемонія капітуляції
Цивільні і військові союзники в захваті від новини про кінець війни. Фотографія,V–J day in Times Square, американського моряка, що обіймає жінку в Нью-Йорку, та новинний фільм Dancing Man в Сіднеї втілюють негайні урочистості. 14 та 15 серпня відзначаються як день перемоги над Японією у багатьох країнах союзників.
Радянський Союз, який має намір окупувати Хоккайдо, бачить свої плани, перешкоджені опозицією президента Трумана, на відміну від радянської окупації Східної Німеччини та Північної Кореї.
Японські чиновники прилітають у Манілу 19 серпня, щоб зустріти Дугласа Макартура, вищого командира союзних сил та поінформовані про його окупаційні плани. 28 серпня 150 членів американських сил прилітають до Ацугі, префектура Канагава та окупація Японії починається. За ними слідують USS Missouri, кораблі супроводу якого висаджують 4-й полк морських піхотинців на південному узбережжі Канагави. Інші члени союзних сил слідують за ними.
МакАртур прибуває до Токіо 30 серпня і негайно постановляє кілька законів: жоден співробітник союзників не повинен вчиняти напад на японців. Жоден член союзного персоналу не повинен їсти їжу, яка стала рідкісною від японців. Можливість використання Гіномару або прапору «Сонця, що піднімається», сильно обмежена.

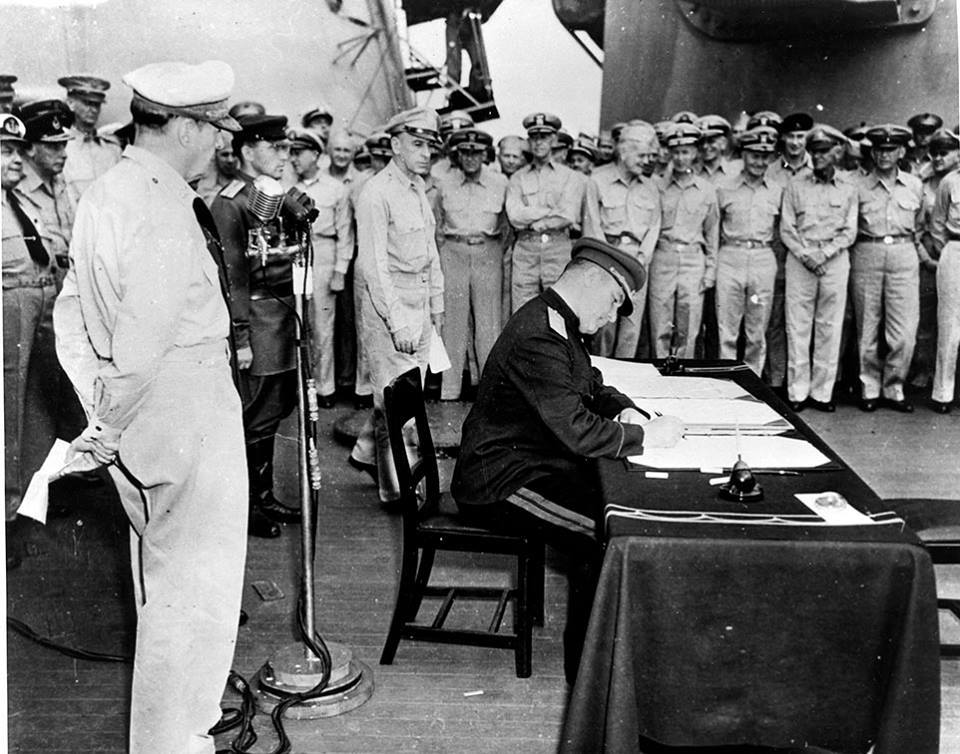
Генерал-лейтенант Дерев'янко на борту лінкора «Міссурі» від імені Радянського Союзу підписує акт про капитуляцію Японії. 2 вересня 1945 року.

Офіційна капітуляція відбулася 2 вересня 1945 року, коли представники Японської імперії підписали акти капітуляції в Токійській затоці на борту лінкору USS Missouri. Шигеміцу підписує за цивільний уряду, а генерал Умезу підписує за військових.
На USS Missouri цього дня був американський прапор, який прикрашав у 1853 році USS Powhatan (1850) комодора Перрі під час першої з двох його експедицій в Японію. Ці експедиції в основі конвенції Канагави, яка змусила японців відкрити свою країну американській торгівлі.
Після офіційної капітуляції 2 вересня на борту USS Missouri розслідування, що стосуються японських військових злочинів, починаються швидко. Японські лідери не мали впевненості щодо долі зарезервованої для імператорської системи, що сильно критикується частиною думки та за кордоном, і не знали, чи буде імператор особисто засуджений. Під час зустрічі з генералом Макартуром 27 вересня імператор Хірохіто запропонував взяти на себе відповідальність за військові злочини, але його пропозиція відхилена. Він ніколи не буде засуджений. Макартур справді вирішив покластися на імператорську інституцію, щоб полегшити американську окупацію та реформацію країни. Судові провадження для Міжнародного військового трибуналу на Далекому Сході були опубліковані 19 січня 1946.
Окрім 14 та 15 серпня, 2 вересня 1945 року також визнаний V-J Day. У Японії 15 серпня часто називають «shūsen-kinenbi», що буквально означає «День пам'яті про кінець війни», але офіційна назва дня (що не є національною) «Senbotsusha o tsuitō shi heiwa o kinen suru hi», «День трауру за мертвими на війні і молитви за мир»). У Кореї V-J відзначається 15 серпня під назвою «Gwangbokjeol» (광복절, буквально «Відновлення світла дня») на півдні та «joguk haebang ginyeomil» «Визволення Вітчизни») на півночі; В Австралії це «День перемоги в Тихому океані», або «V-P Day».
2 вересня президент Трумен оголосив V-J Day, але зазначив, що «це ще не день офіційного проголошення кінця війни або припинення бойових дій»..
Незабаром після церемонії капітуляції уряд США схвалив свою політику після капітуляції, яка стала довідковим документом для політики окупації.

## Інші капітуляції і продовження опору японської армії
Після підписання актів капітуляції Японії багато інших церемоній здачі проводяться у всій решті володінь Японії в Тихому океані. Японські сили в Південно-Східній Азії капітулювали 12 вересня 1945 року в Сінгапурі. День ретроцесії (25 жовтня) позначає початок китайської адміністрації Тайваню. Лише 1947 р. були репатрійовані всі ув'язнені Америкою та Великобританією. У квітні 1949 року в Китаї було більше 60 000 японських ув'язнених. Деякі, такі як Шозо Томінага, не були репатрійовані до кінця 1950.
Логістичні вимоги до капітуляції значні. Після капітуляції Японії понад 5 400 000 солдатів та 1800 000 моряків потрапляють у полон до союзників. Шкода, завдана інфраструктурі Японії, пов'язана з серйозним голодом у 1946 ускладнює зусилля союзників у харчуванні військовополонених і цивільних.
Війна між Сполученими Штатами та Японією була офіційно завершена, коли Сан-Францисцький договір набув чинності 28 квітня 1952 року. Японія та Радянський Союз офіційно підписують мирний договір через чотири роки, коли вони підписують спільну радянсько-японську декларацію 1956.
Кілька відставших, зокрема на невеликих Тихоокеанських островах, повністю відмовляються здатися (вважаючи, що декларація є пропагандою або розглядають капітуляцію, як таку, що суперечить їх кодексу). Деякі, можливо, ніколи про неї не чули. Теруо Накамура, останній відомий боєць опору, вийшов зі свого прихованого сховку в Індонезії в грудні 1974 року, а ще двоє японських солдатів, які в кінці війни вступили в комуністичну партизанську війну, продовжують боротьбу в південному Таїланді до 1991.

## Нотатки
1. ↑  « La note de Molotov n'était ni une déclaration de guerre ni, nécessairement, une annonce d'intention d'entrer en guerre. Légalement, le traité avait encore un an à courir après l'avis d'annulation. Mais le ton du commissaire des Affaires étrangères a suggéré que cette technicité pourrait être écartée à la convenance de la Russie » : So Sorry, Mr. Sato [Архівовано 2013-08-26 у Wayback Machine.], Time, 16 avril 1945}}.
2. ↑  « Certains messages sont déchiffrés et traduits le jour même et la plupart en une semaine ; quelques-uns en cas de changement de clé prennent plus de temps » — The Oxford Guide to World War II, éd. I.C.B. Dear. Oxford: Oxford University Press, 2007 ISBN 978-0-19-534096-9. S.v. « MAGIC ».
3. ↑  " Les responsables américains réunis à Washington le 10.juillet.1945… décident qu'une ligne de démarcation utile entre les États-Unis et les zones administratives soviétiques d'occupation sera le 38e parallèle dans la partie centrale de la Péninsule Coréenne, laissant ainsi Séoul, la ville centrale de Corée, dans la zone des États-Unis. Cet arrangement est suggéré à la partie soviétique peu après l'entrée de l'URSS à la fois dans la Guerre du Pacifique et la Péninsule Coréenne. Les Soviétiques acceptent cette ligne de démarcation, même si leur tentative d'obtenir une zone d'occupation correspondant au nord du Japon sur l'île de Hokkaido est rejetée par Washington ". Edward A. Olsen, Korea, the Divided Nation, Greenwood Publishing Group, 2005 ISBN 978-0-275-98307-9 (онлайн-версія), p. 62.
4. ↑  Les Soviétiques remettent une déclaration de guerre à Satō, l'ambassadeur japonais à Moscou, deux heures avant l'invasion de la Mandchourie. Cependant, malgré leur assurance du contraire, ils ne fournissent pas à Satō le câble de notification de la déclaration de Tokyo et coupent les lignes de téléphone de l'ambassade. C'est la vengeance pour la sournoise attaque japonaise sur Port Arthur 40 ans auparavant. Les Japonais apprennent l'attaque par une émission de la radio de Moscou. — Butow, 1954, с. 154-164 ; Hoyt, 1986, с. 401.
5. ↑  Spector, 1985, с. 558 (Spector identifie incorrectement Higashikuni comme le frère de l'empereur.)
6. ↑  Les particuliers et les bureaux préfectoraux peuvent faire une demande d'autorisation. La restriction est partiellement levée en 1948 et complètement levée l'année suivante.
7. ↑  L'USS Missouri est ancré par 35° 21′ 17″ N 139° 45′ 36″ E.
8. ↑  Le drapeau encadré en bas à droite est celui hissé par le commodore Matthew C. Perry le 14 juillet 1853, dans la baie de Yedo (Tokyo) lors de sa première expédition visant à négocier l'ouverture du Japon. Formal Surrender of Japan, 2 septembre 1945—Surrender Ceremonies Begin. United States Naval Historical Center. (Перевірено 25/02/2009).
9. ↑  Cook та Cook, 1992, с. 403 donne le nombre total de militaires de 4 335 500 au Japon le jour de la capitulation, avec un nombre supplémentaire de 3 527 000 à l'étranger.
10. ↑  Cook rapporte un entretien avec Iitoyo Shogo relatif à ses expériences en tant que prisonnier de guerre des Britanniques sur l'île Galang — connue des prisonniers sous le nom «île de la famine».